# 四万川ダム
四万川ダム（しまがわダム）は、群馬県吾妻郡中之条町四万地先、利根川水系四万川に建設された重力式コンクリートダムである。堤高の89.5メートルは群馬県が運営するダムとしては最も高い。国土交通省の地域に開かれたダムに指定されており、西洋の城を想起させるデザインが施されている。監査廊は見学者のために整備されており、予約制ではあるものの見学が可能。

## 沿革
群馬県による「四万川総合開発事業」の一環として四万川には既に砂防と発電を目的に中之条ダム（アーチ式コンクリートダム。高さ42メートル。群馬県管理）が建設されていたが、四万川・吾妻川流域の治水・利水を行う為に最上流部に1980年（昭和55年）より建設が開始された。ダムは洪水調節・不特定利水・四万温泉郷や太田市、その他地域への上水道供給・ダム直下の日向見発電所における最大1,000キロワットの水力発電を目的とした多目的ダム（補助多目的ダム）であり、19年の歳月を掛け1999年（平成11年）に完成した。

## 奥四万湖

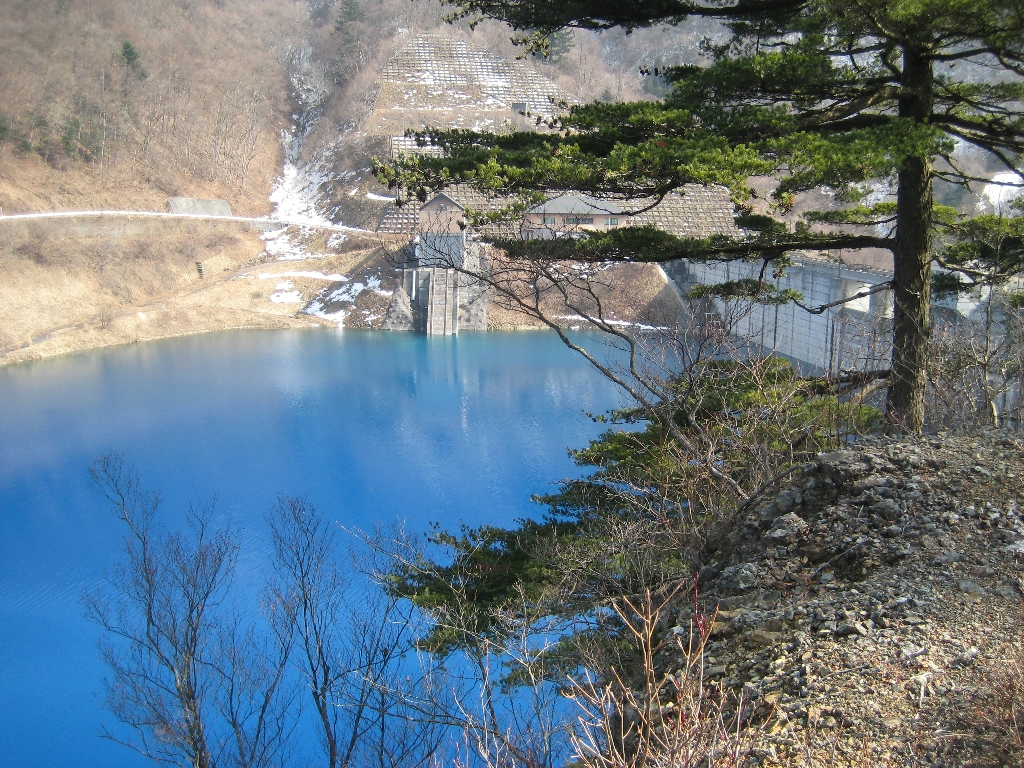
コバルトブルーを呈する奥四万湖

ダムは四万温泉街の直上流にあって、周辺は公園として整備・開放されている。ダムを真下から見上げることができ、その佇まいは壮観であるが、特筆すべきはダムによってできた人造湖・奥四万湖である。
奥四万湖の湖水は透き通ったコバルトブルーで、山の緑と湖の青のコントラストは、人造湖でありながら天然湖のような様相を見せる。下流の中之条ダムによってできた四万湖もまたコバルトブルーの湖水である。
湖水は酸性が強く魚は見られない。ただし、銅イオンや鉄イオン濃度はきわめて低いため、湖水がコバルトブルーを呈するのは、酸性水に溶出するこれらの金属イオンによる長波長光吸収のためではなく、湖水に含まれるアロフェン（アルミニウムケイ酸塩粒子）のレイリー散乱によるものと考えられている。これは、裏磐梯の五色沼（瑠璃沼、青沼）と同様の呈色機構である。